# Louis Couturier
Salomon Louis Joseph Couturier (Den Haag, 26 februari 1882 – Arnhem, 22 april 1969) was een Nederlands violist en musicoloog.
Hij was zoon van een vader met dezelfde naam en Anna Maria de Liefde. Hijzelf was getrouwd met Catharina Johanna Cramer. Hij overleed in het Gemeenteziekenhuis van Arnhem en werd gecremeerd in het crematorium te Dieren. Hij was in het bezit van "De oorkonde der stad Arnhem" (1952).
Hij kreeg zijn muziekopleiding aan het Haags Conservatorium van Carl Flesch en van Prof. Otakar Ševčík in Praag. Vlak na zijn studie in Den Haag, was hij op podia te vinden, bijvoorbeeld in Delft (1901). Na die opleiding trad hij op als solist op in het gehele land, maar was ook enige tijd musicus in het Residentieorkest en orkesten in Frankrijk, Rusland en het toenmalige Tsjecho-Slowakije. In dat laatste land zou hij ook het dirigentschap enige tijd gevoerd hebben. Ook was hij bekwaam in de kamermuziek. Er is een tournee van hem bekend, waarin hij samen met onder andere pianist Willem Kerper (pianoleraar te Gouda), verspreid over drie avonden per plaats alle vioolsonates van Ludwig van Beethoven uitvoerde. Hij gaf ook vioolcursussen vanaf zijn verblijf in Nijmegen (1908), waarbij de methode Sevcik hanteerde en werd daarin ook ondersteund door zijn leermeester. Hij was tevens jarenlang voorzitter van de Nederlandse Koninklijke Toonkunstenaarsvereniging, afdeling Arnhem.
Zijn kritieken waren te lezen in Avondpost (1907, in en om Den Haag) en toen hij zich in 1908 in Nijmegen vestigde in de Provinciale Geldersche en Nijmeegsche Courant (1910-1915). Vervolgens was Het Handelsblad (1915-1919) aan de beurt. Hij was van 1919 tot 1928 muziekredacteur van De Nieuw Courant. In 1930 werd kreeg hij dezelfde functie bij de Arnhemsche Courant.
Van hem, verscheen een muziekfeuilleton, maar ook artikelen in het Amerikaanse Musical Courier. Van hem verscheen een aantal artikelen over muziek:
- Over nationale kunst
- Het koninklijk conservatorium
- Onze concerten
- Paganini
- Bizet
- Over de viool, haar makers en virtuozen
- vertaling van Die Kunst des Violinspiels; het origineel van Carl Flesch
- vertaling in de serie Beroemde Musici: Beethoven, het origineel van Theodor von Frimmel

- International Standard Name Identifier: 0000 0000 6776 2289
- Library of Congress Control Number: nb99007795
- Nationale Bibliotheek van Israël: 987007438649705171
- Nederlandse Thesaurus van Auteursnamen: 070999015
- Virtual International Authority File: 19175761
- WorldCat: E39PBJfCBBG9TYK97C4kQrwDMP